# Битка код Дрежника (1578)
Битка код Дрежника (1578) била је аустријско-хрватска победа над Турцима, у којој су трупе Хрватске крајине разбиле турски пљачкашки одред.

## Позадина
Тврђава Дрежник је од 1323. до 1592. била посед кнезова Франкопана. Турци су је освојили почетком априла 1578.

## Битка
Код Дрежника су трупе Ивана Ференбергера, врховног капетана Хрватске војне крајине, 22. маја 1578. разбиле турски одред од 5.000 људи који се враћао са провале у Крањску, и нанеле му тешке губитке.
Ференбергер се већ као сењски капетан одликовао у борбама с Турцима и Млечанима. Сада се враћао из Бихаћа, који је опскрбио храном и муницијом. Ференбергер је код Дрежника поубијао и похватао 900 Турака.

## Последице
После ове победе, аустријски надвојвода Карло, намесник словеначких покрајина, одлучио је да 10. септембра 1578. поведе велику војску на босанске Турке, да их казни и застраши, па да им преотме оне градове, које су заузели претходних година. Тако је дошло до Кевенхилеровог похода у Поуње, у коме су крајишке трупе повратиле Дрежник 28. августа 1578, али су га Турци поново заузели 1592.